# Richard Genserowski
David Richard Genserowski  (* 4. Juli 1875 in Berlin; † 31. Dezember 1955 in Portland, Vereinigte Staaten) war ein deutscher Kunstturner.

## Biografie
Richard Genserowski nahm bei den Olympischen Sommerspielen 1900 in Paris im Einzelmehrkampf teil, wo er den 54. Rang belegte. Später emigrierte er in die Vereinigten Staaten.